# Belmont-sur-Vair
Belmont-sur-Vair ist eine französische Gemeinde mit 124 Einwohnern (Stand: 1. Januar 2022) im Département Vosges in der Region Grand Est (bis 2015 Lothringen). Sie gehört zum Arrondissement Neufchâteau und zum Kanton Vittel.

## Geografie
Belmont-sur-Vair liegt am Fluss Vair, etwa acht Kilometer nordwestlich von Vittel. Sie wird umgeben von den Nachbargemeinden Dombrot-sur-Vair im Westen und Norden, Saint-Menge (Berührungspunkt) und Gemmelaincourt im Nordosten, Parey-sous-Montfort im Osten, Saint-Remimont im Süden sowie Mandres-sur-Vair und Auzainvilliers im Südwesten.

## Bevölkerungsentwicklung
| Jahr                       | 1962 | 1968 | 1975 | 1982 | 1990 | 1999 | 2011 | 2019 |
| Einwohner                  | 134  | 124  | 132  | 172  | 155  | 120  | 109  | 133  |
| Quellen: Cassini und INSEE |      |      |      |      |      |      |      |      |

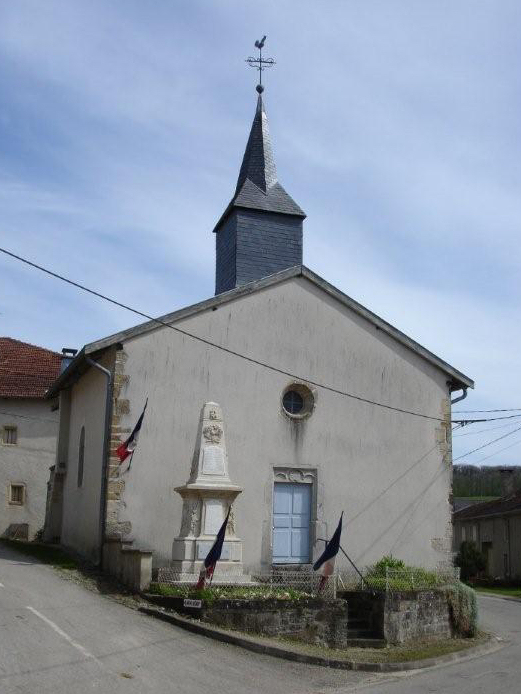
Kirche Notre-Dame
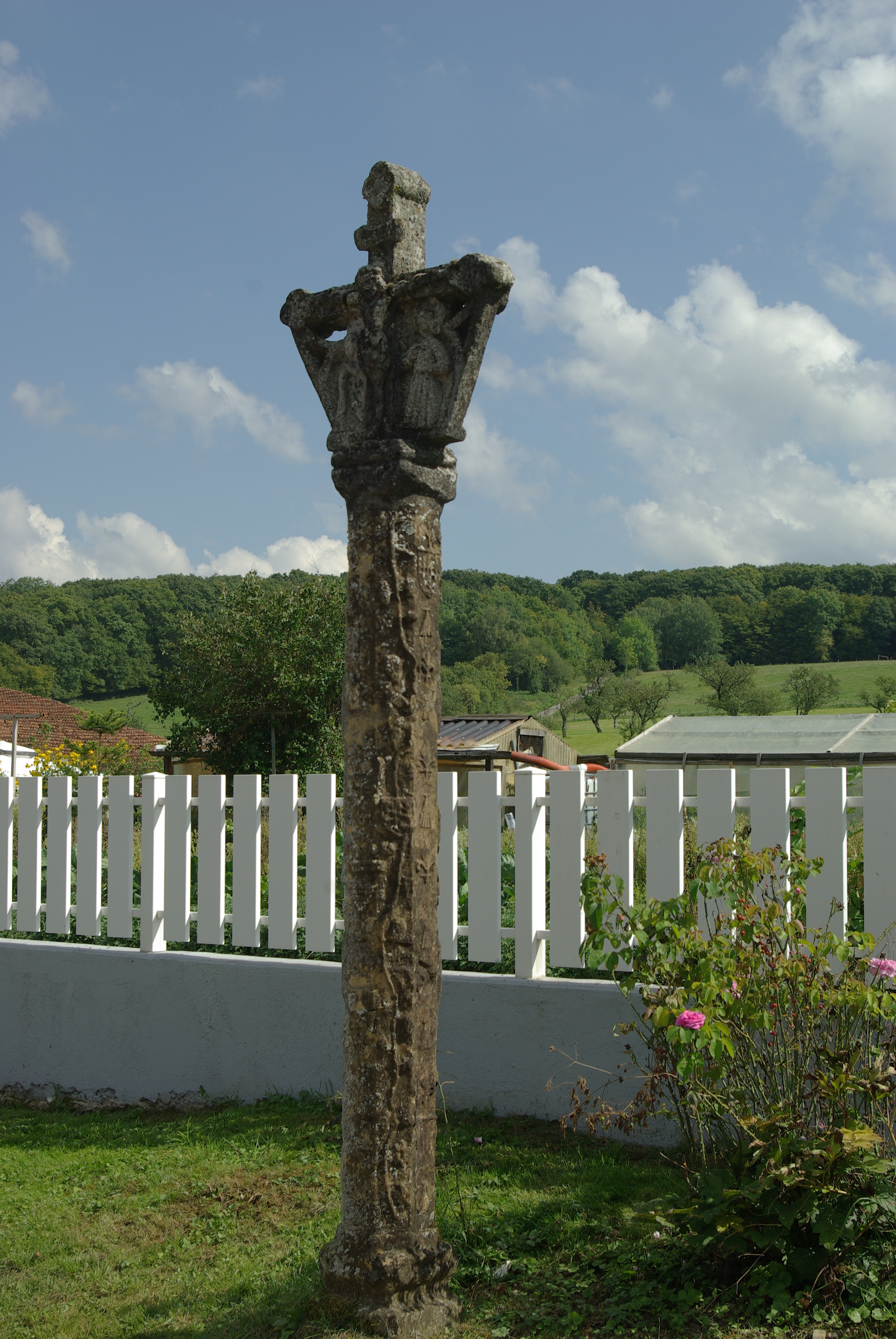
Kreuz